# Surprise (Arizona)
Surprise ist eine Stadt im Maricopa County des Bundesstaats Arizona in den Vereinigten Staaten.
Im Jahr 2000 betrug die Bevölkerungszahl 30.848 Einwohner und wuchs bis 2010 auf 117.517 Personen (United States Census 2010), was einem Bevölkerungszuwachs um 281 % entspricht. Das U.S. Census Bureau hat bei der Volkszählung 2020 eine Einwohnerzahl von 143.148 ermittelt. Damit hat die Stadt die zweithöchste Wachstumsrate aller Großstädte in der Metropolregion Phoenix. Das Stadtgebiet hat eine Größe von 180 km². Durch Surprise verläuft der U.S. Highway 60.

## Geographie
Surprise liegt nordwestlich von Phoenix an der U.S. Route 60 in rund 32 Kilometer Entfernung und bedeckt eine Fläche von 180 Quadratkilometern. Östliche und südliche Nachbarorte sind von Nord nach Süd Sun City West, Mirage und Litchfield Park. Im Westen erheben sich die White Tank Mountains und im Norden dehnt sich die Sonorawüste aus.

## Geschichte
Surprise wurde 1929 gegründet und bekam 1960 eine Kommunale Selbstverwaltung (incorporated) und Stadtrechte. Der Name Surprise (dt. Überraschung) stammt vom gleichnamigen Ort in Nebraska, der Heimatstadt des Gründers Homer C. Ludden. In den 1930er Jahren wurde das Dorf von Landarbeitern bewohnt, die in den umliegenden Farmen beschäftigt waren. Der Mittelpunkt war eine Tankstelle am Highway mit einigen Wohnhäusern auf rund 1,6 km² Grundfläche. Zwischen 1930 und 1990 wuchs die Bevölkerung langsam von unter 500 auf rund 7000 Bewohner.

### Sun City
Ab 1990 setzte eine wahre Bevölkerungsexplosion ein, als Zehntausende von Rentnern und Pensionären aus den ganzen Vereinigten Staaten nach Sun City Arizona zogen. Es handelt sich hier um einen geplanten und mit Infrastruktur versehenen Stadtneubau auf Wüstenboden in der Nähe von Arizonas Hauptstadt Phoenix. Das Gründungsdatum der Stadt war der 1. Januar 1960. Bevor die ersten Häuser gebaut wurden, existierten bereits Straßen, Golfplätze, Hotels und Einkaufszentren. Die Bebauung besteht überwiegend aus bungalow-ähnlichen, eingeschossigen Einfamilienhäusern, die von der Del E. Webb Corporation vermarktet und per Katalog angeboten werden. Surprise liegt nur etwa 8 km von Sun City entfernt und bei der Stadtplanung wurde ein ähnliches Konzept wie bei Sun City verfolgt.

## Einwohnerentwicklung
| Jahr | Einwohner¹ |
| ---- | ---------- |
| 1980 | 3723       |
| 1990 | 7122       |
| 2000 | 30.848     |
| 2010 | 117.517    |
| 2020 | 143.148    |

1980–2020: Volkszählungsergebnisse